# Amastris
Pour les articles homonymes, voir Amastris (homonymie).
 (novembre 2016).
Si vous disposez d'ouvrages ou d'articles de référence ou si vous connaissez des sites web de qualité traitant du thème abordé ici, merci de compléter l'article en donnant les références utiles à sa vérifiabilité et en les liant à la section « Notes et références ».
Amastris (en grec ancien Aμαστρις) est la fille d'Oxathrès, frère du roi achéménide Darius III.

## Biographie
Amastris est donnée en mariage par Alexandre le Grand à son général Cratère lors des noces de Suse, mais celui-ci lui préfère Phila, fille d'Antipater, si bien qu'Amastris épouse Denys, tyran d'Héraclée du Pont, en Bithynie, en 322 av. J.-C., dont elle a trois enfants : Cléarque, Oxyathres, et Amastris.
À la mort de Denys, en 306, elle se remarie avec Lysimaque (302), qui la quitte bientôt pour Arsinoé, la fille de Ptolémée. Amastris se retire alors à Héraclée, qu'elle gouverne de son propre chef.
Vers 284, Amastris meurt noyée par ses deux fils dont elle est la régente et que Lysimaque fait exécuter.
Amastris a fondé vers 300, sur la côte de Paphlagonie, une cité qui prend son propre nom (aujourd'hui Amasra en Turquie). Cette cité voit le jour par synœcisme en fusionnant quatre bourgs antérieurs (Sésame, Cronma, Cytoros et Tium).